# Contea di Effingham (Illinois)
La contea di Effingham ( in inglese Effingham County ) è una contea dello Stato dell'Illinois, negli Stati Uniti. La popolazione al censimento del 2000 era di 34 264 abitanti. Il capoluogo di contea è Effingham.